# Nepi
Nepi – miejscowość i gmina we Włoszech, w regionie Lacjum, w prowincji Viterbo.
Według danych na rok 2004 gminę zamieszkiwało 7815 osób, 94,2 os./km².
Parafię w Nepi od 2009 r. prowadzą polscy księża ze Zgromadzenia Św. Michała Archanioła (michalici).